# Cyanicula
Cyanicula es un género de orquídeas  de hábitos terrestres. Tiene diez especies. Es originaria de Australia.
Es el único género de la subtribu Caladeniinae que tiene hojas ovales cubiertas con vellosidades, tubérculos completamente cubiertos por una túnica fibrosa, sin raíces y con flores que sólo se abren totalmente cuando hace calor . 
Su nombre proviene del griego cyano = azul, en alusión al color de las flores de la mayoría de las especies.  En el año 2000 el género se considera una sección de Caladenia. 
Cyanicula se compone de diez especies de hábito terrestre, originarias del sur de Australia, principalmente en el lado occidental,  donde habitan en entornos diferentes, siempre con un clima estacional marcado. Crecen durante el otoño y el invierno y florecen en primavera.  La floración es estimulada por los incendios ocasionales. Son plantas de difícil cultivo.
Cyanicula son plantas anuales, que, además de las características anteriores, tienen tallos cortos, erguido, ramificados, con una hoja basal plana  membranácea, y una inflorescencia terminal con sólo una o pocas flores de color azul, amarillo o blanco.  La columna es curvada y delicada, apoda, con antera  terminal y cuatro polinias. Como muchas de las especies con flores de color azul son polinizadas por abejas y las pocas especies de color amarillo o blanco, todas pertenecientes a  Cyanicula gemmata  por  escarabajos.

## Lista de Especies
1. Cyanicula amplexans (A.S.George) Hopper & A.P.Br., Lindleyana 15: 120 (2000).
2. Cyanicula aperta Hopper & A.P.Br., Austral. Syst. Bot. 17: 229 (2004).
3. Cyanicula ashbyae Hopper & A.P.Br., Lindleyana 15: 120 (2000).
4. Cyanicula caerulea (R.Br.) Hopper & A.P.Br., Lindleyana 15: 121 (2000).
5. Cyanicula fragrans Hopper & A.P.Br., Lindleyana 15: 121 (2000).
6. Cyanicula gemmata (Lindl.) Hopper & A.P.Br., Lindleyana 15: 123 (2000).
7. Cyanicula gertrudeae (Ostenf.) Hopper & A.P.Br., Lindleyana 15: 123 (2000).
8. Cyanicula ixioides (Lindl.) Hopper & A.P.Br., Lindleyana 15: 123 (2000).
9. Cyanicula nikulinskyae Hopper & A.P.Br., Lindleyana 15: 123 (2000).
10. Cyanicula sericea (Lindl.) Hopper & A.P.Br., Lindleyana 15: 124 (2000).